# Fendimetrazina
La fendimetrazina è un farmaco stimolante con azione anoressizzante, vale a dire in grado di diminuire l'appetito agendo sui centri nervosi della fame, della classe chimica delle morfoline.

È conosciuta anche coi nomi commerciali di Bontril, Adipost, Anorex-SR, Appecon, Melfiat, Obezine, Phendiet, Plegine, Prelu-2, Statobex.

## Farmacologia
La fendimetrazina agisce come un precursore della fenmetrazina: circa il 30% di ogni dose orale assunta è metabolizzato in essa. La fendimetrazina può essenzialmente essere pensata come una versione della fenmetrazina a lento rilascio e meno abusabile. La fenmetrazina (e perciò anche la fendimetrazina) agisce come agente di rilascio della noradrenalina-dopamina (cosiddetti NDRA).
La sua struttura comprende ma non si esaurisce nella struttura della metanfetamina che è un potente stimolante del sistema nervoso centrale. Alla struttura della metanfetamina è aggiunta una eterociclizzazione (anello morfolinico) che, partendo dal carbonio beta, comprende un atomo di ossigeno seguito da due di carbonio e termina legandosi all'azoto dell'ammina. Quest'ultima risulta dunque un'ammina terziaria. La rimozione metabolica del gruppo N-metile determina un costante e continuo rilascio della droga nel corpo, diminuendo la probabilità che la droga sia abusata e consentendone, data la lunga emivita, una somministrazione singola su base giornaliera.

## Diritto

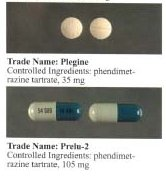

La fendimetrazina è potente come l'anfetamina ed è elencata nella Tabella II della Convenzione sulle sostanze psicotrope dell'ONU del 1971.
In italia non è più presente come specialità industriale dal 1999.
Negli Stati Uniti d'America la fendimetrazina è una sostanza regolamentata sulla base della legge Controlled Substances Act del 1970, come in parte di alcuni paesi baltici

## Nella cultura di massa
I CCCP - Fedeli alla linea, nella canzone Emilia paranoica, citano il Plegine in riferimento al loro uso "ricreativo".
Il terzo capitolo del romanzo Gli interessi in comune di Vanni Santoni è dedicato al Plegine, con i protagonisti che ne abusano restando vari giorni senza dormire.
Nel corso degli anni '90, le pastiglie contenenti questo farmaco, erano chiamate "play".
Una traccia hardcore techno dell'artista Plegine è chiamata Phendimetrazine.
La fendimetrazina è citata nella poesia Ti ritrovo alla stazione di Greco di Milo De Angelis.
Il Preludin è citato nel romanzo Meno di zero di Bret Easton Ellis